# Bonnevaux (Doubs)
Bonnevaux è un comune francese di 360 abitanti situato nel dipartimento del Doubs nella regione della Borgogna-Franca Contea.

## Società

### Evoluzione demografica
Abitanti censiti